# Jack Takes the Floor
Albums de Ramblin' Jack Elliott
The Rambling Boys
(1957) Ramblin' Jack Elliott in London
(1959)
Jack Takes the Floor est un album de Ramblin' Jack Elliott, sorti en 1958.

## L'album
Il fait partie des 1001 albums qu'il faut avoir écoutés dans sa vie.

### Titres
Tous les titres sont de Jack Elliott, sauf mentions.
1. San Francisco Bay Blues (Jesse Fuller) (3:00)
2. Ol' Riley (2:03)
3. Boll Weevil (Traditionnel) (3:07)
4. Bed Bug Blues (3:01)
5. New York Town (Woody Guthrie, traditionnel)  (3:24)
6. Old Blue (3:30)
7. Grey Goose (1:43)
8. Mule Skinner Blues (Jimmie Rodgers, Vaughn Horton) (5:25)
9. East Texas Talking Blues (2:36)
10. Cocaine (2:27)
11. Dink's Song (3:22)
12. Black Baby (1:39)
13. Salty Dog (Traditionnel) (2:34)
14. Brother Won't You Join in the Line? (2:34)
15. There Are Better Things to Do' (avec Peggy Seeger) (3:24)

### Musiciens
- Ramblin' Jack Elliott : voix, guitare
- Woody Guthrie : guitare, voix